# Alire Raffeneau-Delile
Alire Raffeneau-Delile, (Versalles, 23 de gener de 1778 - Montpeller, 5 de juliol de 1850) va ser un botànic francès germà d'Adrien Raffeneau-Delile. S'especialitzà en els pteridòfits, la micologia, els briòfits, les algues i els espermatòfits.
Participà en la campanya napoleònica d'Egipte i Síria on informà sobre els gèneres Lotus i Papyrus. Va fer un motlle de la pedra de Rosetta, gràcies a la qual es van reproduir les inscripcions gregues i demòtiques a l'obra Description de l'Égypte. Va ser Director del jardí botànic del Caire i es va encarregar de la part de la botànica a l'obra Voyage dans la Basse et Haute-Égypte de Vivant Denon.
El 1832, quan era vicecònsol de França a Carolina del Nord, va ser nomenat director del Jardin des plantes de Montpellier. Va portar dos exemplars de l'arbre Maclura i els va plantar al jardí botànic de Montpeller on encara hi són. Enriquí l'herbari de Montpeller amb moltes espècies. Els gèneres Delilia i Raffenaldia l'honoren.
També va ser professor d'història natural a Montpeller l'any 1819.